# Hilde Zaloscer
Hildegard "Hilde" Zaloscer (Tuzla, 15 de junio de 1903-Viena, 20 de diciembre de 1999) fue un historiadora de arte, egiptóloga, coptóloga, ensayista, novelista austríaca y una prominente experta en historia y arte coptos.

## Biografía
Zaloscer nació en Tuzla, Bosnia y Herzegovina (entonces Austria-Hungría), en una familia judía acomodada, la hija mayor del abogado y  funcionario imperial Jacob Zaloscer y su esposa Bertha Kallach. Debido a que su padre no solo era un oficial imperial sino un conocido monárquico austríaco, la familia tuvo que huir a Viena cuando la monarquía de los Habsburgo colapsó al final de la Primera Guerra Mundial (1918). Su familia se instaló en Viena, donde completó su educación secundaria y estudió historia del arte y prehistoria en la Universidad de Viena, obteniendo un doctorado en 1926. Su disertación para optar a grado fue Die frühmittelalterliche Dreistreifenornamentik der Mittelmeerrandgebiete mit besonderer Berücksichtigung der Denkmäler am Balkan (La ornamentación a tres franjas en la Edad Media temprana de las áreas mediterráneas con especial consideración de los monumentos de los Balcanes).

De 1927 a 1936, Zaloscer fue la editora de la revista de arte Belvedere, manteniendo correspondencia regular con el premio Nobel Thomas Mann. Debido al aumento de incidentes antisemitas en Viena, emigró a Egipto en 1936. Según un artículo escrito por la autora Judith Belfkih para el Wiener Zeitung, el Museo Judío de Viena determinó que Zaloscer fue una de las al menos 13 mujeres que registraron matrimonios falsos para huir y salvarse de la persecución nazi durante la Segunda Guerra Mundial:
Lo que casi todas tienen en común: las mujeres se mantuvieron calladas por mucho tiempo acerca de sus matrimonios ficticios y las dobles vidas que estaban viviendo, para proteger a sus hijos o a sus parejas. La motivación de éstas mujeres era clara:  lucharon por su supervivencia y aceptaron muchos riesgos de manera deliberada --con tal de salvarse....

Las biografías mostradas en la exposición ciertamente mostraban la imagen de mujeres extremadamente seguras de sí mismas y llenas de valentía - como la activista política y escritora Hilda Monte, la futura doctora Rosl Ebner o la historiadora de arte Hilde Zaloscer, quien estaba casada profesionalmente con un exiliado egipcio.
Entre 1946 y 1968, Zaloscer fue profesora de historia de arte en la Universidad de Alejandría, en la cual se convirtió en una prominente experta en arte copto, reconocida internacionalmente.
Luego de la guerra de los Seis Días (1967) fue expulsada de Egipto debido a que era judía. Vivió temporalmente en Viena de 1968 a 1970 y, en los siguientes dos años, Zaloscer fue profesora en la Universidad de Carleton en Ottawa, Ontario, Canadá, antes de volver a Viena.
De 1975 a 1978,  fue conferencista  en la Universidad de Viena. Zaloscer fue una prolífica ensayista y escritora y junto a otros, fue una de las editoras de la Enciclopedia Coptica.

### Familia
Su hermana Erna Sailer se casó con el periodista Karl Hans Sailer y fue embajadora de Austria en la India de 1971 a 1974.

## Premios y honores
- Premio Theodor-Körner (Austria)
- Premio Adolf-Schärf

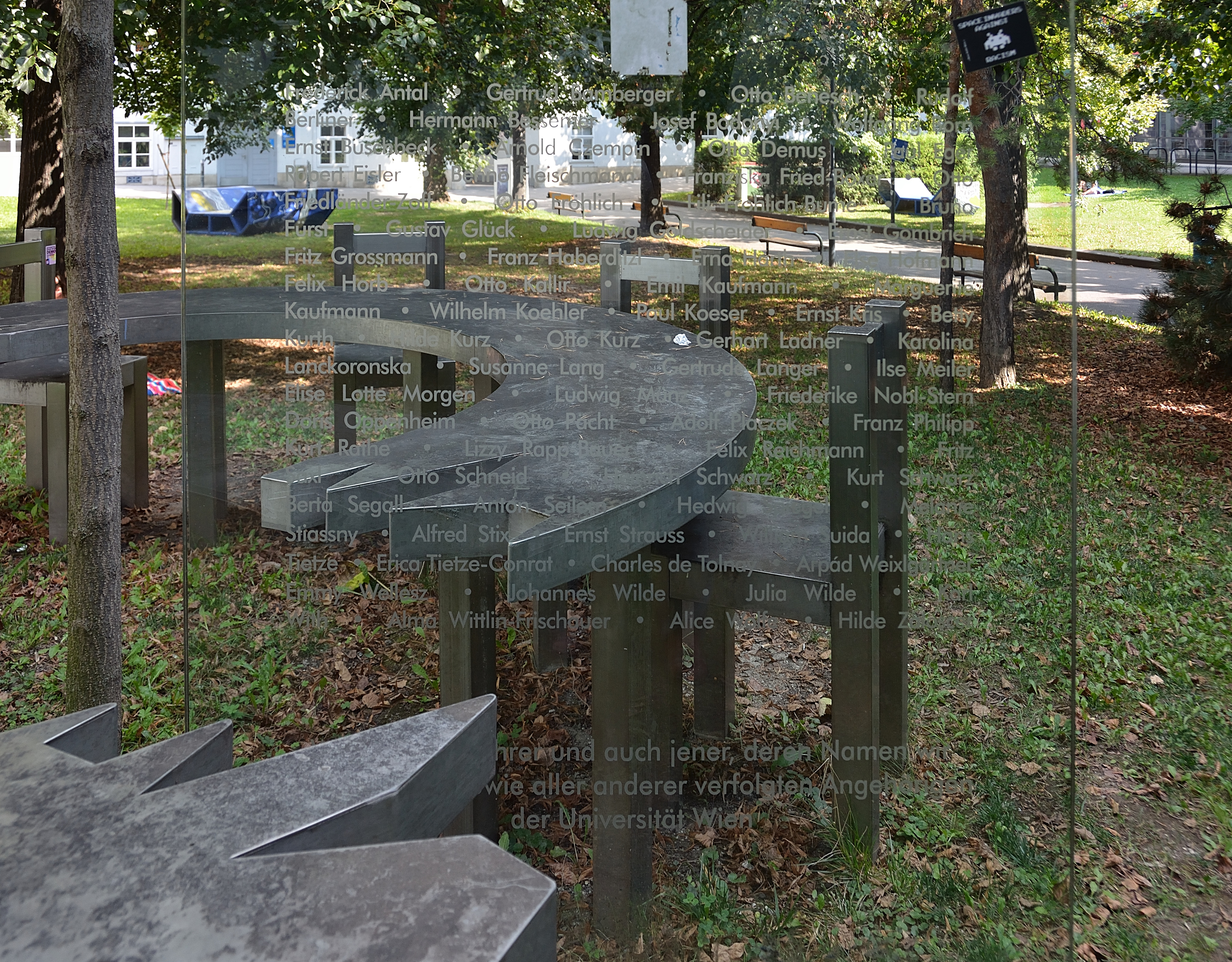
El nombre de Hilde Zaloscer aparece (en la parte inferior, a la derecha) del monumento a víctimas del Kunsthistorisches Institut de la Universidad de Viena.

- Doctorado honoris causa de la Universidad de Viena
- Goldenes Verdienstkreuz des Landes Wien
- Kulturmedaille der Stadt Linz

## Publicaciones
- Zaloscer, Hilde (1991). Zur Genese der koptischen Kunst: ikonographische Beiträge (On the genesis of Coptic art: iconographic contributions). Böhlau Verlag. ISBN 3205053982.
- Zaloscer, Hilde (1985). Der Schrei, signum einer epoche: das expressionistische jahrhundert : bildende kunst, lyrik und prosa, theater (The cry, sign of an epoch : the expressionist century: fine art, poetry and prose, theater) (en alemán). Edition Brandstätter. ISBN 3854471041.
- Zaloscer, Hilde (1969). Vom Mumienbildnis zur Ikone (From the mummy portrait to the icon) (en alemán). Harrassowitz.
- Zaloscer, Hilde (1954). Survivance et migration.
- Zaloscer, Hilde. Visuelle Beschwörung, autonomes Kunstwerk. Ideograph, 1997
- Zaloscer, Hilde. Wissenschaftliche Arbeit ohne wissenschaftlichen. Apparat   2004
- Zaloscer, Hilde. Zu ägyptischen Totenmasken. 1999
- Zaloscer, Hilde. Ägyptische Textilkunst. 1993
- Zaloscer, Hilde. Ägyptische Wirkereien. 1962
- Zaloscer, Hilde. Dado Antithetik im Werke Thomas Manns. 1959
- Zaloscer, Hilde. Das dreimalige Exil. 2004
- Zaloscer, Hilde. Eine Heimkehr gibt es nicht. 1988
- Zaloscer, Hilde. La Femme au voile dans l'iconographie copte. 1955
- Zaloscer, Hilde. Die frühmittelalterliche Dreistreifornamentik der Mittelmeerrandgebiete mit besonderer Berücksichtigung der Denkmäler am Balkan. 1926
- Zaloscer, Hilde. Le   Greco. 1946
- Zaloscer, Hilde. Dado Kunst im christlichen Ägypten. 1974
- Zaloscer, Hilde. Kunstgeschichte und Nationalsozialismus. 2004
- Zaloscer, Hilde. Porträts aus dem Wüstensand. 1961
- Zaloscer, Hilde. Le "Doctor Faustus" de Thomas Mann et ses modèles. 1953
- Zaloscer, Hilde. De la composición musicale dans les oeuvres littéraires. 1953
- Zaloscer, Hilde. Quelques considérations sur les compenetraciones entre l'arte copte et les Indes. 1947